# Harry Andersson
Harry Emanuel Andersson, född 7 mars 1913 i Norrköping, död 6 juni 1996 i Norrköping, var en svensk fotbollsspelare (anfallare).
Andersson representerade på klubbnivå IK Sleipner. Han blev 1934/1935 skyttekung i Allsvenskan med 23 mål, och blev säsongen 1937/38 svensk mästare med Sleipner. Han spelade även för det svenska landslaget, vilka han representerade i VM 1938. Där gjorde han tre mål i kvartsfinalen mot Kuba och fick efter det smeknamnet "Kuba-Harry".
Harry Andersson är gravsatt i minneslunden på Östra Eneby kyrkogård i Norrköping.